# Петров, Александр Андреевич (хоккеист)
Алекса́ндр Андре́евич Петро́в (род. 27 сентября 1993, Сургут, Тюменская область) — российский хоккеист, нападающий хоккейного клуба «Сахалин», выступающего в Азиатской хоккейной лиге.

## Биография
Александр Андреевич Петров родился 27 сентября 1993 года в городе Сургуте Ханты-Мансийского автономного округа Тюменской области, ныне город входит в Ханты-Мансийский автономный округ — Югру.
Воспитанник клуба «Олимпиец» (г. Сургут).
В 2010 году был выбран подольским «Витязем» во втором раунде драфта КХЛ под номером 28.
Начал свою профессиональную карьеру в сезоне 2010/11 в составе чеховского клуба Молодёжной хоккейной лиги «Русские Витязи».
В следующем сезоне возвращается в родной регион в новую команду МХЛ «Мамонты Югры», набрав в первом сезоне 40 очков (17+23) в 59 играх регулярного чемпионата, стал третьим бомбардиром клуба.
В сезоне 2012/13 назначен капитаном «Мамонтов», после ухода из команды Евгения Полторака. По итогам регулярного сезона и игр плей-офф Александр становится лучшим бомбардиром и ассистентом клуба, а команда становится бронзовым призёром чемпионата.
Перед сезоном 2013/14 вызван на предсезонный турнир Кубок президента республики Казахстан с основной командой, в котором сыграл в одном матче против «Барыса», набрав две минуты штрафа.
В КХЛ дебютировал в сезоне 2013/14 в матче против владивостокского «Адмирала» 17 октября 2013 года, «Югра» выиграла со счётом 3:2, а Петров провёл на льду 1:19 мин.
17 сентября 2013 года в матче против нижнекамского «Реактора» партнёр Александра Павел Варфоломеев выбил ему зубы шайбой. Однако Петров не закончил игру: „Я приехал на "скамейку", выплюнул выбитые зубы. Доктор заклеил мне шрамы, и я снова вышел на лёд. У меня даже не возникло мысли, чтобы завершить этот матч. Мы проигрывали со счётом 1:2, оставались последние минуты, и мне хотелось всеми силами помочь команде“.
После долгого отсутствия из-за травмы, в сентябре 2015 года подписал контракт с ХК «Зауралье» из ВХЛ.
С 2018 года играет за хоккейный клуб «Сахалин».

## Достижения
- Бронзовый призёр чемпионата МХЛ 2012/13
- Участник Кубка вызова МХЛ 2013

## Статистика выступлений
Последнее обновление: 13 марта 2018 года
|             |                |             | Регулярный сезон | Регулярный сезон | Регулярный сезон | Регулярный сезон | Регулярный сезон | Регулярный сезон | Плей-офф | Плей-офф | Плей-офф | Плей-офф | Плей-офф | Плей-офф |
| Сезон       | Команда        | Лига        | Игр              | Г                | П                | Очк              | +/-              | Штр              | Игр      | Г        | П        | Очк      | +/-      | Штр      |
| ----------- | -------------- | ----------- | ---------------- | ---------------- | ---------------- | ---------------- | ---------------- | ---------------- | -------- | -------- | -------- | -------- | -------- | -------- |
| 2010/11     | Русские Витязи | МХЛ         | 41               | 4                | 2                | 6                | -14              | 12               | —        | —        | —        | —        | —        | —        |
| 2011/12     | Мамонты Югры   | МХЛ         | 58               | 17               | 23               | 40               | +1               | 65               | 9        | 2        | 2        | 4        | +2       | 4        |
| 2012/13     | Мамонты Югры   | МХЛ         | 54               | 20               | 29               | 49               | +23              | 36               | 12       | 3        | 7        | 10       | +6       | 4        |
| 2013/14     | Мамонты Югры   | МХЛ         | 40               | 19               | 21               | 40               | 16               | 70               | 11       | 3        | 2        | 5        | -2       | 14       |
| 2013/14     | Югра           | КХЛ         | 9                | 0                | 0                | 0                | -2               | 0                | —        | —        | —        | —        | —        | —        |
| 2015/16     | Зауралье       | ВХЛ         | 20               | 0                | 1                | 1                | +1               | 4                | 4        | 0        | 0        | 0        | -2       | 29       |
| 2016/17     | Зауралье       | ВХЛ         | 40               | 5                | 10               | 15               | +3               | 39               | 17       | 1        | 1        | 2        | -5       | 10       |
| 2017/18     | Зауралье       | ВХЛ         | 17               | 0                | 3                | 3                | -1               | 6                | —        | —        | —        | —        | —        | —        |
| 2017/18     | Юниор          | ВХЛ-Б       | 6                | 3                | 2                | 5                | -1               | 2                | —        | —        | —        | —        | —        | —        |
| 2017/18     | Молот-Прикамье | ВХЛ         | 13               | 2                | 2                | 4                | -3               | 6                | 5        | 0        | 0        | 0        | -5       | 0        |
| Всего в КХЛ | Всего в КХЛ    | Всего в КХЛ | 9                | 0                | 0                | 0                | -2               | 0                | —        | —        | —        | —        | —        | —        |
| Всего в ВХЛ | Всего в ВХЛ    | Всего в ВХЛ | 90               | 7                | 16               | 23               | 0                | 55               | 26       | 1        | 1        | 2        | -12      | 39       |
| Всего МХЛ   | Всего МХЛ      | Всего МХЛ   | 193              | 60               | 75               | 135              | +26              | 183              | 32       | 8        | 11       | 19       | +6       | 22       |